# Zurobata intractata
Zurobata intractata är en fjärilsart som beskrevs av Walker 1864. Zurobata intractata ingår i släktet Zurobata och familjen nattflyn. Inga underarter finns listade i Catalogue of Life.